# Joseph Lamb

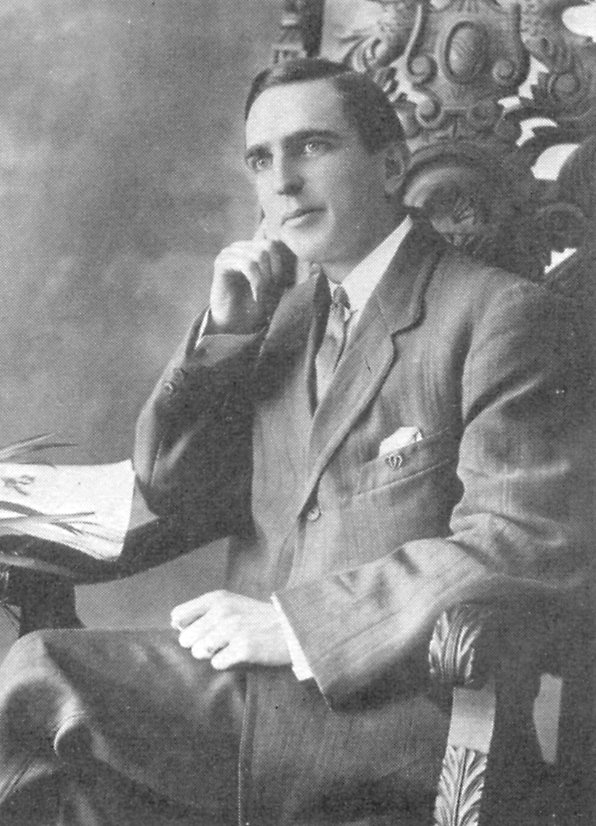
Joseph Lamb (1915)

Joseph Francis Lamb (* 6. Dezember 1887 in Montclair, New Jersey; † 3. September 1960 in Brooklyn, New York) war ein US-amerikanischer Ragtime-Pianist und -Komponist.
Er brachte sich das Klavierspiel selbst bei und war ein begeisterter Anhänger der Musik Scott Joplins. 1908 begegnete er Joplin in New York City und dieser zeigte sich von den ihm vorgelegten Kompositionen seines jungen Bewunderers beeindruckt. Er vermittelte ihm den Kontakt zu John Stark, dem Herausgeber seiner eigenen Werke. Dieser brachte in den folgenden zehn Jahren Lambs Kompositionen heraus. Als um 1920 das Interesse am Ragtime erlahmte, zog Lamb sich aus dem Musikgeschäft zurück. Als es in den 1950er Jahren zu einem Ragtime-Revival kam, stellte er sein Wissen aus der Blütezeit des Ragtime der musikgeschichtlichen Forschung zur Verfügung, verfasste sogar noch einige Werke und machte Aufnahmen.
Neben Scott Joplin und James Scott, die beide afroamerikanischer Abstammung waren, zählt Joseph Lamb, dessen Vorfahren aus Irland kamen, zu den „Big Three“ des klassischen auskomponierten Ragtime. Seine Werke stehen sowohl pianistisch als auch musikalisch auf einer Stufe mit den Kompositionen der beiden vorgenannten. Charakteristisch für seinen Stil und dessen Vielseitigkeit sind besonders „Sensation“ (von Scott Joplin arrangiert), „Ragtime Nightingale“ und „Reindeer Rag“.

## Werke (Auswahl)
- Sensation (1908)
- Ethiopia Rag (1909)
- Excelsior Rag (1909)
- Champagne Rag (1910)
- American Beauty Rag (1913)
- Ragtime Nightingale (1914)
- Cleopatra Rag (1915)
- Reindeer Rag (1915)
- Contentment Rag (1915)
- Top Liner Rag (1916)
- Patricia Rag  (1916)
- Bohemia (1919)

| Personendaten    | Personendaten                                         |
| ---------------- | ----------------------------------------------------- |
| NAME             | Lamb, Joseph                                          |
| ALTERNATIVNAMEN  | Lamb, Joseph Francis (vollständiger Name)             |
| KURZBESCHREIBUNG | US-amerikanischer Ragtime-Pianist und -Komponist      |
| GEBURTSDATUM     | 6. Dezember 1887                                      |
| GEBURTSORT       | Montclair, New Jersey, Vereinigte Staaten             |
| STERBEDATUM      | 3. September 1960                                     |
| STERBEORT        | Brooklyn, New York City, New York, Vereinigte Staaten |